# Naissance en 1886
Naissance
- 1882
- 1883
- 1884
- 1885
- 1886
- 1887
- 1888
- 1889
- 1890

Cet article présente une liste de personnalités nées au cours de l'année 1886.

Les mois de l'année font également l'objet de listes spécifiques :

## Naissances par mois

### Inconnu
- Domnikia Ilarionovna Kouznetsova-Novoleinik, aviatrice russe († 1962).

### Janvier
- 1er janvier : 
  - Frantz Adam, psychiatre et photographe français († 18 décembre 1968).
  - Alfonso Albéniz, footballeur et diplomate espagnol († 27 septembre 1941).
  - Fatix Ämirxan, éditeur et écrivain soviétique († 9 mars 1926).
  - Sam Benson, costumier américain († 13 juin 1957).
  - Marthe Hanau, femme d'affaires française († 19 juillet 1935).
  - Ethel Carnie Holdsworth, écrivaine britannique († 28 décembre 1962).
  - Olivier Maurault, historien et prêtre canadien († 14 août 1968).
  - Garéguine Njdeh, philosophe et homme politique arménien († 21 décembre 1955).
  - William Redmond, homme politique britannique puis irlandais († 17 avril 1932).
  - Kinoshita Rigen, poète japonais († 15 février 1925).
  - Willard Robertson, acteur américain († 5 avril 1948).
- 2 janvier : 
  - Apsley Cherry-Garrard, explorateur polaire britannique († 18 mai 1959).
  - Albert Féquant, aviateur français († 6 septembre 1915).
  - Jean Lacassagne, médecin français († janvier 1960).
  - Florence Lawrence, actrice canadienne († 28 décembre 1938).
  - Elise Ottesen-Jensen, journaliste suédoise († 4 septembre 1973).
  - Mabel Philipson, actrice et femme politique britannique († 9 janvier 1951).
  - Lupu Pick, acteur, réalisateur, scénariste et producteur allemand († 7 mars 1931).
  - Carl-Heinrich von Stülpnagel, général allemand († 30 août 1944).
  - Lazar Zalkind, problémiste russe puis soviétique († 25 juin 1945).
- 3 janvier : 
  - Jean Angeli, écrivain français († 11 juin 1915).
  - Geneviève Fauconnier, écrivaine française († 11 décembre 1969).
  - John Gould Fletcher, écrivain et poète américain († 10 mai 1950).
  - Ion Grămadă, écrivain, historien et journaliste roumain († 27 août 1917).
  - Arthur Mailey, joueur de cricket australien († 31 décembre 1967).
  - Grigori Néouïmine, astronome soviétique († 17 décembre 1946).
  - Greta Prozor, comédienne et professeur d'art dramatique  († 14 février 1978).
- 4 janvier : 
  - Jeanne L. Gauzy, peintre française († 8 septembre 1968).
  - Armand Guerra, scénariste, écrivain et anarchiste espagnol († 10 mars 1939).
  - Fritz Haas, malacologiste américain d'origine allemande († 26 décembre 1969).
  - Torsten Kumfeldt, joueur de water-polo suédois, médaillé d'argent aux Jeux olympiques de 1912 et médaillé de bronze aux Jeux olympiques de 1908 et de 1920 († 2 mai 1966).
  - Mariano Latorre, écrivain chilien († 10 novembre 1955).
  - Léo Wanner, journaliste et militante féministe et anti-impérialiste française († 5 novembre 1941).
  - James Park Woods, militaire australien († 18 janvier 1963).
- 5 janvier : 
  - Paul Bellemain, architecte français († 31 août 1953).
  - Koichi Kawai, homme d'affaires japonais († 5 octobre 1955).
  - Renato Paresce, peintre italien († 15 octobre 1937).
  - Markus Reiner, ingénieur israélien († 25 avril 1976).
- 6 janvier : 
  - Erik Bergström, footballeur suédois († 30 janvier 1966).
  - Gordon Campbell, vice-amiral et homme politique britannique († 3 juillet 1953).
  - Klara Caro, féministe allemande († 27 septembre 1979).
  - Jacques Guilhène, acteur français († 27 janvier 1936).
  - Edwin Ray Guthrie, psychologue et professeur d'université américain († 23 avril 1959).
  - Bruno Leuzinger, joueur de hockey sur glace suisse († 23 décembre 1952).
- 7 janvier : 
  - René Buzelin, journaliste français († 31 janvier 1969).
  - Neville William Cayley, ornithologue australien († 17 mars 1950).
  - Amedeo Maiuri, archéologue italien († 7 avril 1963).
  - Alphonse Neyens, homme politique luxembourgeois († 7 septembre 1971).
  - Jeanne Thieffry, compositrice et pianiste française († 1970).
  - Fritz Zeckendorf, scénariste allemand († mai 1943).
- 8 janvier : 
  - Paul-Émile Bigeard, sculpteur français († 1er février 1955).
  - René Carmille, polytechnicien français et créateur du Service national des statistiques († 25 janvier 1945).
  - William Coales, athlète britannique, médaillé d'or aux Jeux olympiques de 1908 († 19 janvier 1960).
  - Hrand Nazariantz, écrivain et poète arménien naturalisé italien († 25 janvier 1962).
  - Lowell Reed, scientifique américain († 29 avril 1966).
- 9 janvier : 
  - Anatole Ferrant, homme politique français († 14 novembre 1972).
  - Bernard Gorcey, acteur américain († 11 septembre 1955).
  - Arthur Kronfeld, psychiatre allemand († 16 octobre 1941).
  - Lloyd Loar, luthier américain († 14 septembre 1943).
  - Lucie Paul-Margueritte, écrivaine française († 10 mai 1955).
  - Ida Rosenthal, femme d'affaires américaine († 29 mars 1973).
  - Georges Stimart, peintre belge († 5 janvier 1952).
  - João Suassuna, homme politique brésilien († 9 octobre 1930).
- 10 janvier : 
  - Aita Donostia, prêtre et musicien espagnol († 30 août 1956).
  - Assar Hadding, géologue suédois († 20 juin 1962).
  - John Mathai, homme politique indien († 2 novembre 1959).
  - Nadejda Oudaltsova, artiste russe puis soviétique († 25 janvier 1961).
  - Roman von Ungern-Sternberg, militaire russe († 15 septembre 1921).
- 11 janvier : 
  - Joseph Jean Bougie, hockeyeur sur glace canadien († 19 octobre 1918).
  - Virginia Brooks, suffragette et écrivaine américaine († 15 juin 1929).
  - Henri Cazalet, homme politique français († 9 avril 1944).
  - Chester Conklin, acteur américain († 11 octobre 1971).
  - Frederick Koolhoven, pionnier et constructeur aéronautique néerlandais († 1er juillet 1946).
  - Gabrielle Lévy, neurologue française († 6 octobre 1934).
  - Jean-Jacques Liabeuf, cordonnier et condamné français († 1er juillet 1910).
  - Elsa Rendschmidt, patineuse artistique allemande († 9 octobre 1969).
  - Warner Richmond, acteur américain († 19 juin 1948).
  - Geneviève Rostan, illustratrice et graveuse française († 15 août 1974).
  - Langdon West, réalisateur américain († 27 juillet 1947).
  - George Zucco, acteur et metteur en scène britannique († 27 mai 1960).
- 12 janvier :
  - Nellie Sengupta, femme politique indienne d'origine britannique († 23 octobre 1973).
  - Norihiro Yasue, militaire japonais († 4 août 1950).
- 13 janvier : 
  - André François, footballeur français († 17 mars 1915).
  - Isa Jeynevald, cantatrice française († 7 avril 1967).
  - Michel Temporal, médecin militaire français († 7 juillet 1944).
- 14 janvier : 
  - Clara Beranger, scénariste américaine († 10 septembre 1956).
  - Hugh Lofting, écrivain britannique († 26 septembre 1947).
  - Adolf Steinmetz, ingénieur et homme politique allemand († 1919).
- 15 janvier : 
  - Madeleine Sharps Buchanan, écrivaine américaine († 4 septembre 1940).
  - Clarence Decatur Howe, homme politique canadien († 31 décembre 1960).
  - Jenő Károly, footballeur et entraîneur hongrois († 28 juillet 1926).
  - Adolphe Le Gualès de Mézaubran, résistant et homme politique français († 10 février 1944).
- 16 janvier : 
  - George Bowyer, homme politique britannique († 30 novembre 1948).
  - Louisa Durrell, mère de Lawrence Durrell, de Gerald Durrell et de Margaret Durrell († 24 janvier 1964).
  - Martin Faust, acteur et réalisateur américain († 20 juillet 1943).
  - Karl Vollbrecht, chef décorateur allemand († 10 janvier 1973).
- 17 janvier : 
  - Johan Ankerstjerne, directeur de la photographie danois († 18 août 1959).
  - Ronald Firbank, écrivain britannique († 21 mai 1926).
  - Glenn Luther Martin, homme d'affaires et pilote américain († 5 décembre 1955).
- 18 janvier : 
  - Jeanne Demons, actrice canadienne († 27 novembre 1958).
  - Ștefan Dimitrescu, peintre et dessinateur roumain († 22 mai 1933).
  - Alexandre Drankov, photographe et réalisateur russe († 3 janvier 1949).
  - Muhammad Loutfi Goumah, écrivain égyptien († 15 juin 1953).
  - Sōichi Kakeya, mathématicien japonais († 9 janvier 1947).
- 19 janvier : 
  - Léon Gontier, militant socialiste et résistant français († 31 décembre 1944).
  - Maxime de Margerie, banquier français († 16 avril 1974).
  - Misak Metsarents, poète arménien († 5 juillet 1908).
  - Giuseppe Santhià, coureur cycliste italien († 18 février 1978).
  - William Whiteman Carlton Topley, bactériologiste britannique († 21 janvier 1944).
- 20 janvier : 
  - Albert Hermann, archéologue et géographe allemand († 19 avril 1945).
  - Josef Hofbauer, écrivain et journaliste allemand († 25 septembre 1948).
  - Israël Leizer Karp, premier fusillé au camp de Souge († 27 août 1940).
  - Jiang Menglin, professeur, écrivain et homme politique chinois († 19 juin 1964).
  - Maurice de La Fuye, historien français († 26 juin 1958).
  - Aileen Manning, actrice américaine († 25 mars 1946).
  - Gabriele Santini, chef d'orchestre italien († 13 novembre 1964).
  - Shi Nenghai, moine bouddhiste chinois († 1er janvier 1967).
- 21 janvier : 
  - Violet Aitken, journaliste et suffragette britannique († novembre 1987).
  - Gaston Bonnaure, homme politique français († 19 février 1942).
  - Pierre-Marie Gaurand, homme politique français († 3 mars 1943).
  - Marcel Lehuédé, sculpteur français († 16 avril 1918).
  - Gustave Sap, homme politique belge († 19 mars 1940).
  - Léon Sasportas, médecin et ethnologue français († 15 août 1948).
  - John M. Stahl, réalisateur américain († 12 janvier 1950).
- 22 janvier : 
  - John J. Becker, compositeur américain († 21 janvier 1961).
  - Piotr Boutchkine, peintre russe puis soviétique († 21 juin 1965).
  - André Frey, aviateur français († 21 novembre 1912).
  - Edna Gladney, militante américaine († 2 octobre 1961).
  - Robert Hennet, escrimeur belge († 1930).
  - Isabel Paterson, philosophe canado-américaine († 10 janvier 1961).
- 23 janvier : 
  - Renzo Dalmazzo, militaire italien († 12 décembre 1959).
  - Halvard Olsen, homme politique norvégien († 5 août 1966).
- 24 janvier : 
  - Pierre Boven, juriste, botaniste et ornithologue suisse († 28 février 1968).
  - Henry King, réalisateur américain († 29 juin 1982).
  - Ernest Langrogne, ingénieur et chef d'entreprise français († 25 juin 1967).
- 25 janvier : 
  - Helen Benson, universitaire néo-zélandaise († 20 février 1964).
  - Henri Edebau, homme politique belge († 20 janvier 1964).
  - Wilhelm Furtwängler, chef d'orchestre allemand († 30 novembre 1954).
  - Jeanne Matthey, joueuse de tennis française († 24 novembre 1980).
  - Emilio Petacci, acteur italien († 20 mars 1965).
  - Willie Smith, joueur de snooker britannique († 2 juin 1982).
- 26 janvier : 
  - Louis Bernard, homme politique français († 28 février 1956).
  - Jean Collet, peintre français († 1er octobre 1974).
  - Charles Forget, peintre et graveur français († 10 juillet 1960).
  - Albert Marteaux, homme politique belge († 15 mai 1949).
  - Fidel Pagés, médecin espagnol († 21 septembre 1923).
  - Victor Regnart, peintre belge († 9 novembre 1964).
  - Hermann Schubert, homme politique allemand († 22 mars 1938).
- 27 janvier : 
  - Olin Downes, critique musical et musicologue américain († 22 août 1955).
  - John Hein, lutteur américain († 29 août 1963).
  - Frank Nitti, gangster italo-américain († 19 mars 1943).
  - Radhabinod Pal, juriste indien († 10 janvier 1967).
- 28 janvier : 
  - Marthe Bibesco, écrivaine franco-roumaine († 28 novembre 1973).
  - Laure Bruni, peintre française († août 1975).
  - Robert Leroy Cochran, homme politique américain († 23 février 1963).
  - Sloan Doak, cavalier américain de concours complet († 10 août 1965).
  - Jacques Hébertot, journaliste et directeur de théâtre français († 19 juin 1970).
  - José Linhares, homme d'État brésilien († 26 janvier 1957).
  - Sam McDaniel, acteur américain († 24 septembre 1962).
  - Georges Painvin, cryptographe et industriel français († 21 janvier 1980).
  - Otto Tangen, coureur norvégien du combiné nordique († 13 octobre 1956).
  - Hidetsugu Yagi, ingénieur électricien japonais († 19 janvier 1976).
- 29 janvier : 
  - Bill Barnard, homme politique néo-zélandais († 12 mars 1958).
  - William Graham, hockeyeur sur gazon irlandais († 5 septembre 1947).
  - Joseph-Jean Heintz, évêque catholique français († 30 novembre 1958).
  - Alfred Junge, chef décorateur et directeur artistique allemand († 16 juillet 1964).
  - Alexander Kolowrat-Krakowsky, producteur de cinéma autrichien († 4 décembre 1927).
  - Arthur Lowe, joueur de tennis britannique († 22 octobre 1956).
- 30 janvier : 
  - Alfonso Daniel Rodríguez Castelao, écrivain et homme politique espagnol († 7 janvier 1950).
  - Annibale Comessatti, mathématicien italien († 13 septembre 1945).
  - Claud O'Donnell, joueur de rugby australien († 4 août 1953).
  - Israël Shohat, homme politique israélien († 7 juillet 1961).
  - Furcie Tirolien, homme politique français († 28 août 1981).
- 31 janvier : 
  - Janka Boga, écrivaine et pédagogue hongroise († 4 octobre 1963).
  - Jacques Le Cann, écrivain français († 3 février 1972).
  - Alfonso López Pumarejo, homme d'État colombien († 20 novembre 1959).
  - Marguerite Thibert, militante féministe et haut fonctionnaire française († 14 novembre 1982).
  - George Neville Watson, mathématicien britannique († 2 février 1965).

### Février
- 1er février : Veli Nieminen, athlète finlandais († 1er avril 1936).
- 2 février : 
  - William Rose Benét, poète et éditeur américain († 4 mai 1950).
  - Peter Freuchen, explorateur, anthropologue et écrivain danois († 2 septembre 1957).
  - Frank Lloyd, acteur, producteur, réalisateur et scénariste britannique († 10 août 1960).
- 4 février : 
  - Sune Almkvist, footballeur suédois († 8 août 1975).
  - Hugo Björne, acteur suédois († 14 février 1966).
- 6 février : 
  - Paul Chailley, officier de marine français († 20 décembre 1914).
  - Sergio Corazzini, poète italien († 17 juin 1907).
  - André Dahl, journaliste, écrivain et directeur de théâtre français  († 11 septembre 1932).
  - Pierre Dufour d'Astafort, cavalier français, médaillé d'argent aux jeux olympiques de 1912 († 11 novembre 1957).
  - Alberto Guerrero, pianiste chilien naturalisé canadien († 7 novembre 1959).
  - Louis Piérard, homme politique belge († 3 novembre 1951).
- 7 février : 
  - George Brett, général américain († 2 décembre 1963).
  - Albert Jeanneret, compositeur suisse († 1973).
  - William Piercy, financier britannique († 7 juillet 1966).
- 8 février : 
  - Frieda Hauswirth, écrivaine, peintre et féministe suisse († 6 mars 1974).
  - Gunther Plüschow, explorateur et aviateur allemand († 28 janvier 1931).
- 9 février : 
  - Aristide de Bardonnèche, homme politique français († 8 septembre 1957).
  - Edwin Maxwell, acteur irlandais († 13 août 1948).
  - Alexandre Miasnikian, homme politique soviétique († 22 mars 1925).
- 10 février : 
  - Jeanne Burgues-Brun, poétesse et romancière française († 14 octobre 1970).
  - Guillaume Desgranges, peintre et lithographe français († 1er février 1967).
  - Eberhard Hanfstaengl, historien de l'art allemand († 10 janvier 1973).
  - Raichō Hiratsuka, écrivaine japonaise († 24 mai 1971).
  - Olin Howland, acteur américain († 24 mai 1971).
  - Diamond Jenness, anthropologue canadien († 29 novembre 1969).
  - Raymond Jouve, footballeur français († ?).
  - Pia Nalli, mathématicienne italienne († 27 septembre 1964).
- 11 février : 
  - Salomon Bernstein, peintre français († 1968).
  - Yrjö Johannes Eskelä, homme politique finlandais († 23 juin 1949).
  - Vilhelm Fibiger, homme politique danois († 27 mars 1978).
- 12 février : 
  - Max Bergmann, chimiste germano-américain († 7 novembre 1944).
  - Margarita Fischer, actrice américaine († 11 mars 1975).
  - Eva Mameli Calvino, botaniste italienne († 31 mars 1978).
  - Seigō Nakano, homme politique japonais († 27 octobre 1943).
- 13 février : 
  - René Courcelle, botaniste français († 27 mars 1955).
  - Ricardo Güiraldes, romancier et poète argentin († 8 octobre 1927).
  - Auguste-Olympe Hériot, homme d'affaires français († 12 juin 1951).
  - Diego Hidalgo y Durán, homme politique espagnol († 31 janvier 1961).
- 14 février : 
  - Cécile Gimmi, sculptrice suisse († 21 février 1954).
  - Hermann de Saxe-Weimar-Eisenach, prince allemand († 6 juin 1964).
  - Ángel Pestaña, militant anarchosyndicaliste espagnol († 11 décembre 1937).
- 15 février : 
  - Cyril Newall, militaire et homme politique britannique († 30 novembre 1963).
  - Julia Lee Niebergall, compositrice américaine († 19 octobre 1968).
  - Yann Mari Normand, poète français († 9 novembre 1961).
  - Evgueni Preobrajenski, économiste soviétique († 13 juillet 1937).
- 16 février : 
  - Van Wyck Brooks, critique littéraitre et biographe américain († 2 mai 1963).
  - Andy Ducat, footballeur britannique († 23 juillet 1942).
  - Marcel Meys, peintre et photographe français († 21 novembre 1972).
  - Beata Rank-Minzer, psychanalyste américaine d'origine polonaise († 11 avril 1967).
- 17 février : 
  - Victor Alix, compositeur et chef d'orchestre français († 13 novembre 1968).
  - Ernest J. Dawley, militaire américain († 10 décembre 1973).
  - Tano Genaro, musicien argentin († 24 janvier 1944).
  - Maurice Guillaume, militaire et directeur de journaux français († 10 mai 1961).
- 18 février : Paul Pauley, acteur français († 13 mai 1938).
- 19 février : Nils Hellsten, escrimeur suédois († 12 avril 1962).
- 20 février : 
  - Josef Bělka, footballeur  tchécoslovaque († 15 mars 1944).
  - Takuboku Ishikawa, poète japonais († 13 avril 1912).
  - Béla Kun, homme politique hongrois († 29 août 1938).
  - Moichirō Maki, zoologiste japonais († 19 avril 1959).
- 21 février : 
  - Auguste Boverio, acteur français († 11 avril 1950).
  - Georges Dufétel, architecte et résistant français († 6 novembre 1944).
  - Fernand Herrmann, acteur français († 4 juin 1944).
  - Alexeï Kroutchenykh, écrivain et poète soviétique († 17 juin 1968).
- 22 février : 
  - Hugo Ball, écrivain et poète dada allemand († 14 septembre 1927).
  - Marie Chaix, femme politique française († 20 août 1955).
  - André Cholley, géographe français († 29 novembre 1968).
  - Henry-Jacques, poète français († 11 avril 1973).
- 23 février : 
  - John Mary Abbey, facteur d'orgues français († 28 octobre 1931).
  - Antonio Alice, peintre argentin († 24 août 1943).
  - Louis Boucoiran, haut fonctionnaire français († 4 mai 1968).
  - Marguerite Frey-Surbek, peintre suisse († 17 mai 1981).
  - Ganpat, écrivain britannique († 29 septembre 1951).
  - Emanuel Jonasson, compositeur et musicien suédois († 19 octobre 1956).
  - Didier Masson, aviateur français († 2 juin 1950).
- 24 février : 
  - Viorica Agarici, religieuse roumaine, Juste parmi les nations († 18 février 1979).
  - Mauricius, anarchiste français († 28 juin 1974).
- 25 février : 
  - Wally Hardinge, joueur de cricket et de football britannique († 8 mai 1965).
  - Frederick Ion, joueur de crosse canadien († 26 octobre 1964).
- 26 février : 
  - Adila Fachiri, violoniste hongroise († 15 décembre 1962).
  - Ernest Johnson, joueur de hockey sur glace canadien († 25 mars 1963).
  - Georges Mathot, footballeur belge († 4 avril 1951).
  - Mihri Müşfik Hanım, peintre et princesse turque († 1954).
- 27 février : 
  - Hugo Black, homme politique et juriste américain († 25 septembre 1971).
  - Per Leander-Engström, peintre suédois († 6 février 1927).
- 28 février : 
  - Arthur Ahnger, skipper finlandais, médaillé de bronze aux jeux olympiques de 1912 († 7 décembre 1940).
  - Victor Boin, sportif belge († 31 mars 1974).
  - Armand Boutrolle, sculpteur français († 29 décembre 1972).
  - Constantin Budeanu, ingénieur électricien roumain († 27 février 1959).
  - José Luis Gutiérrez Solana, peintre espagnol († 24 juin 1945).
  - Mary Morris Knibb, enseignante, militante et femme politique jamaïcaine († 21 septembre 1964).
  - Georges Lapierre, instituteur syndicaliste et résistant français († 4 février 1945).
  - George Mathers, homme politique britannique († 26 septembre 1965).
  - Aladár Rácz, musicien hongrois († 28 mars 1958).

### Avril
- 27 avril : Catherine Desnitski, noble russe († 3 janvier 1960).